# Organisationsintelligenz
Organisations-Intelligenz bezeichnet eine Sonderform der Intelligenz: es wird nicht ein Individuum hinsichtlich seines Verhaltens und verschiedener Fähigkeiten betrachtet, sondern eine Gemeinschaft bzw. ein Kollektiv als Gesamtheit.
Der deutsche Begriff ist ungebräuchlich, gängiger sind auch im deutschen Sprachraum die englischen Begriffe organizational intelligence und organizational IQ.

## Begriff und Anwendungsbereiche
Wie im Artikel Intelligenz dargelegt, liegt keine allgemeingültige Definition für den Begriff Intelligenz vor. Vielmehr liefern die meisten griffigen Definitionen gleich einschränkende Attribute mit, indem sie sich auf Intelligenzquotienten, Emotionale Intelligenz, Erfolgsintelligenz usw. beziehen. Bei allen Definitionen jedoch stehen Fähigkeiten und Tätigkeiten des Geistes im Vordergrund – wie etwa Verstehen, Denken, Begreifen – und es scheint deshalb naheliegend, diese auf Funktionen des individuellen Gehirns zurückzuführen.
Sobald man jedoch den Begriff der Intelligenz auf Organisationen anwendet, wird deutlich, dass es sich um ein emergentes Phänomen handelt: alle hinreichend komplexen Systeme sind dadurch gekennzeichnet, dass die Gesamtheit mehr ist als die Summe der Komponenten: das Verhalten und die Fähigkeiten der Gesamtheit lassen sich nicht vorhersagen und begreifen allein aufgrund einer ausreichenden Kenntnis ihrer konstituierenden Komponenten.
Das Verhalten des Gesamtsystems wirkt auf seine Komponenten zurück und beeinflusst diese wesentlich (nichtlineare Wechselwirkungen, Superpositionsprinzip nicht anwendbar).
Gesamtheiten im obigen Sinn, die hinsichtlich ihrer Organisationsintelligenz betrachtet werden können, sind:
Biologische Systeme:
- Staatbildende Insekten, etwa Ameisen, Termiten, Bienen (sind sozial differenziert und zeigen eine Schwarmintelligenz)
- Herden – zu unterscheiden: anonyme Herden (Schwarm), vertraute Herden (die Individuen erkennen sich)
- Biotope (Verhalten des Habitat in Abhängigkeit von Veränderungen im abiotischen Umfeld)

Alle menschlichen Gemeinschaftsformen, die sozial strukturiert sind:
- Familie, soziale Gruppe, Wildbeuter-Horde, Dorf, Stadt, Gesellschaft

Formen der organisierten Zusammenarbeit unter vorwiegend technischen/sozialen/ökonomischen Aspekten:
- Unternehmen (Firma, Firmengruppe, Konzern) – gewinnorientiert
- Institution  (Bürgerinitiative, Stiftung, Behörde, Staat) – aufgabenorientiert

Auf diese dritte Gruppe der Unternehmen und Institutionen wird in der Praxis der Begriff Organisationsintelligenz am häufigsten angewendet, um die Fähigkeit der Organisation zu bewerten, ihren selbstgestellten Aufgaben und den Anforderungen aus ihrem Umfeld effizient gerecht zu werden. Dies geschieht meistens im Rahmen einer Beratung oder einer Supervision.
Der Führungsstil einer Organisation ist mit ausschlaggebend dafür, in welchem Grad die kollektive Organisationsintelligenz gegenüber dem individuellen Verhalten ihrer Repräsentanten in Erscheinung tritt – deshalb gibt es naturgemäß viele Mischformen und Abstufungen. Im vorliegenden Artikel werden ausschließlich die kollektiven Aspekte beschrieben.

## Methodik
Angesichts der oben geschilderten methodischen Schwierigkeiten liegt es nahe, einen pragmatischen Ansatz zu wählen, mit dem intelligentes Verhalten gleichermaßen bei Individuen und Kollektiven beschreibbar wird. Demnach ist intelligentes Verhalten abhängig von folgenden beobachtbaren Fähigkeiten:
- Neugier: Ständige Aufmerksamkeit und wache Aufnahmebereitschaft
- Aufnahmefähigkeit, auch komplexe Informationen aus der Außenwelt rasch aufnehmen und angemessen auswerten
- (Re)Aktionsfähigkeit auf diese Informationen angemessen schnell und sinnvoll (zielgerichtet) reagieren
- Lernfähigkeit: aus Erfahrungen zusätzliche Handlungsoptionen ableiten (Erweiterung des Repertoires geeigneter Aktionsmuster, requisite variety): Dummheit besteht nicht darin, Fehler zu machen, sondern sie zu wiederholen

### Organisationsverhalten in der öffentlichen Wahrnehmung
In der öffentlichen Wahrnehmung erscheinen einzelne Unternehmen und Institutionen oft als dumm im Sinne von geistig träge bei notwendigen Anpassungsprozessen. Dies ist meist dann der Fall, wenn die Organisation wegen ihrer Aufgaben oder wirtschaftlichen Situation im (aktuellen) Fokus des Medieninteresses steht und nicht angemessen darauf reagiert. Diese Aufgabe der Public Relation einer Organisation entspricht übertragen auf die Individualpsychologie der persona.
Die für diese Öffentlichkeitsarbeit zuständigen Stellen müssen über das Wissensmanagement und Informationsmanagement rasch auf das relevante Wissen und Wollen der Organisation zugreifen können. Sie wenden zunehmend Methoden der Mustererkennung an, um aus der Analyse der Angriffsmuster adäquate Stellungnahmen und andere öffentlich wirksame Maßnahmen abzuleiten.
Neben dieser offiziellen public relation kann das Bild (image) der Organisation auch vom Auftreten einzelner Mitglieder beeinflusst werden, weshalb zunehmend oft ein Corporate Behaviour kultiviert und eingefordert wird.

### Ziele und Motivation als Voraussetzung für intelligentes Verhalten
Intelligentes Handeln ist zielgerichtet. Kenntnis der Ziele einer Organisation und zusätzlich die Motivation ihrer Mitglieder, diese Ziele zu erreichen, sind deshalb primäre Voraussetzung für intelligentes Verhalten.

'Beispiel aus der Individualsphäre:'

Ein IQ-Test kann nur dann Intelligenz korrekt messen, falls der Proband motiviert ist, den Test zu bestehen und nicht etwa Ziele verfolgt, deren Erreichung durch einen bestandenen Test erschwert würden.
Wirksamer Konsens über den besten Weg zum Ziel setzt voraus, dass es ein gemeinsames Ziel der Organisation gibt.

'Beispiel:'

Die Richtungslosigkeit der aktuellen Debatte über die Bildungspolitik ist (mit) darauf zurückzuführen, dass das primäre Ziel nur vage diskutiert wird: Soll Bildung gefördert werden primär als Mittel zur persönlichen Freiheit oder primär als Wettbewerbsfaktor in der zunehmenden Globalisierung?

## Schlussbemerkung
Aus dem gedanklichen Konzept des Begriffes Organisationsintelligenz ergibt sich, dass man in dieser Hinsicht jedes (hinreichend komplexe) Individuum als Organisation und andererseits jede Organisation als Organismus (letztlich als Individuum) zutreffend beschreiben kann: beide Auffassungen wandeln sich ineinander um, da sie letztlich nur von der Wahl der Beobachtungsebene abhängen.
Dies wird vielleicht besonders deutlich, wenn man das Konzept auf die Künstliche Intelligenz anwendet: wie in diesem Artikel dargelegt, ist die Abgrenzung von menschlicher Intelligenz (der Intelligenz des Teams, welches das KI-System programmiert und dabei auf in vielen Generationen zuvor von anderen ebensolchen Teams entwickelte Algorithmen zurückgreift) und der Lernfähigkeit der entwickelten Algorithmen selbst extrem schwierig und letztlich willkürlich. Siehe dazu zum Beispiel: Deep Blue, Jabberwacky (und viele andere Artikel). Die biologische Schwarmintelligenz wird in Algorithmen wie dem Ameisenalgorithmus nachgebildet, man spricht dann von verteilter künstlicher Intelligenz.